# Hans Hagerup Gyldenpalm
Hans Hagerup Gyldenpalm, født Hagerup (27. oktober 1717 i Kalundborg – 19. februar 1781 i Christianssand) var en dansk-norsk stiftamtmand, bror til Christian Frederik Hagerup.

## Konrektor
Han var født i Kalundborg, hvor faderen, Eiler Hagerup (den ældre) (død 1743 som biskop i Trondhjem), dengang var sognepræst. Slægten stammede dog fra Trondhjem, og Hagerup fulgte med familien til Trondhjem, da faderen 1727 blev udpeget til Thomas von Westens efterfølger som leder for finnemissionen. Efter studier i hjemmet blev han 14 år gammel student 1731 og dimitteret til Københavns Universitet, 1735 konrektor i Trondhjem, 1736 juridisk kandidat med bedste karakter og 1738 magister.
Hagerup var imidlertid en katastrofal lærer, og de to til tre år ældre elever havde ingen respekt for ham. Hans undervisning var så ringe, at rektor Benjamin Dass tilbød selv at finansiere en vikar. Hagerup gik dog ikke ind på dette, og kun hans indflydelsesrige fader forhindrede Hagerup i at blive afsat som konrektor.

## Amtmandskarriere
1743 udnævntes han til viceamtmand i Nordlandene med ekspektance på posten efter indehaverens død, der indtraf 1751. Det følgende år fik han under et ophold i København etatsråds karakter, men slap for at erlægge den sædvanlige afgift, og 1761 tillige titel af generalkrigskommissær på grund af sin virksomhed ved søindrulleringen i Nordlandene. Fra 1743 var han tillige medlem af ligningskommissionen i Trondhjems Stift, og Hagerup kunne nu ansætte og lønne en konrektorvikar, men beholdt det overskydende af konrektoratets indtægter, som han ikke gav afkald på, før han tiltrådte amtmandsembedet 1751. Hagerup havde giftet sig for anden gang 1748 og bosatte sig på hustruens ejendom i Molde, og der blev han boende, indtil han 1755 købte storgården Torget på Helgeland. Han havde giftet sig til penge og var dermed ikke økonomisk afhængig af amtmandsgagen.
1767 befordredes han til stiftsbefalingsmand i Christianssands Stift og amtmand over Nedenæs Amt, i hvilket embede han afgik ved døden 19. februar 1781. Fire dage efter hans død (23. februar) udfærdigedes i København et adelspatent for ham, hvilket siges erhvervet, ham uafvidende, efter ansøgning af hans sønner, og hvorved der tillagdes ham navnet Gyldenpalm, en æresbevisning, hvortil han ansås at have gjort sig fortjent ved sine betydelige kundskaber og en udmærket embedsvirksomhed. Som konrektor udgav han 1742 Andreas Hojers juridiske kollegium over processen i Danmark og Norge (Andr. Højer, Juridisk Collegium om Processen, saaledes som den bruges i Dannemark og Norge) og skrev en afhandling om Trondhjems handel. Fra 1766 var han medlem af Det Kongelige Norske Videnskabers Selskab.
Navnet Gyldenpalm, der ikke benyttedes af sønnerne, uddøde atter 1832 med sønnesønnen, Andreas Dedekam Gyldenpalm.

## Ægteskaber
Stiftamtmand Hagerup (Gyldenpalm) var to gange gift: 1. gang 8. januar 1740 med Anna f. Sommer (4. august 1707 – 17. november 1745), datter af kammerråd (ca. 1679-1734) og Margrethe Mortensdatter Rochlitz (ca. 1683-1749) samt enke efter byfoged og postmester i Trondhjem Jens Hannibalsen Hammer (1674-1738); 2. gang 1748 med Anne Margrethe Soelgaard f. Høyer (12. december 1701 – 23. december 1764), datter af kancelliråd Peter Petersen Høyer og Bodil Marcusdatter Angell; hun var da enke efter ejeren af Giske, tolder Christen Sæd, og amtmand Christian Soelgaard (1687-1742).